# 前400年代
| 千纪： | 前1千纪 |
| 世纪： | 前6世纪 \| 前5世纪 \| 前4世纪                                                                              |
| 年代： | 前430年代 \| 前420年代 \| 前410年代 \| 前400年代 \| 前390年代 \| 前380年代 \| 前370年代                    |
| 年份： | 前409年 \| 前408年 \| 前407年 \| 前406年 \| 前405年 \| 前404年 \| 前403年 \| 前402年 \| 前401年 \| 前400年 |

## 重要事件及趋势
- 前409年——魏文侯攻秦，築臨晉城。韓啟章去世，子韓景侯嗣位。趙獻侯去世，子趙烈侯嗣位。
- 前408年——韓景侯韓虔攻秦，築汾陰、郃陽二城。魏文侯任樂羊為元帥，滅中山國。楚簡王去世，子楚聲王嗣位。
- 前407年——齊攻衛，攻克毋丘。鄭攻韓，於負黍敗韓軍。
- 前405年——齊宣公去世，子齊康公嗣位。
- 前404年——宋昭公去世，子宋悼公嗣位。
- 前404年——伯羅奔尼撒戰爭結束，斯巴達獲勝。
- 前403年——周威烈王封魏、韓、趙三氏脫離晉國为诸侯。魏國吳起攻秦，取六城。
- 前402年——周威烈王去世，子周安王嗣位。楚聲王遇害，子楚悼王嗣位。
- 前401年——秦攻魏至陽狐。
- 前400年——魏、韓、趙三國聯合攻楚。鄭攻韓圍陽翟。韓景侯去世，子韓烈侯嗣位。趙烈侯去世，弟趙武侯嗣位。秦簡公去世，子秦惠公嗣位。
- 奥尔梅克文明（Olmec）衰微。

## 重要人物
- 魏文侯